# Kelebija
Kelebija (Келебија, maghiară Alsókelebia) este un sat situat în partea de nord-vest a Serbiei, în Voivodina. Aparține de comuna Subotica. Populația este majoritar de etnie maghiară (1.275 locuitori).